# A5 (Bosnien und Herzegowina)
Die A5 (bosnisch/kroatisch Autocesta bzw. serbisch Autoput) ist eine Autobahn in Bosnien und Herzegowina.